# Sydbank Arena
Kolding Hallerne, TRE-FOR Arena og fra 2015  Sydbank Arena, er et kompleks af bygninger, hovedsageligt beregnet til sportsaktiviteter og forskellige møder og arrangementer. Komplekset ligger i Koldings sydlige bydel og består af 3 sportshaller, 5 håndboldbaner, 10 bowlingbaner, mødefaciliteter, sportel og en restaurant.
Den største hal har plads til ca. 5100 siddende tilskuer og er hjemmebane for Håndboldliga-holdet KIF Kolding. 
Hvis der skal holdes koncert i hallen, er der plads til over 5.000 stående gæster. Sportellet har 55 værelser og plads til 174 gæster. Komplekset har 5000 m2 under tag og der er 10 m loftshøjde. Sydbank er hovedsponsor, hvorfra navnet kommer. 

## Eksterne links
- SYDBANK Arenas hjemmeside.

|  | Denne artikel om en bygning eller et bygningsværk kan blive bedre, hvis der indsættes et (bedre) billede. Du kan hjælpe ved at afsøge Wikimedia Commons for et passende billede eller lægge et op på Wikimedia Commons med en af de tilladte licenser og indsætte det i artiklen. |

55°27′51.87″N 9°28′37.95″Ø / 55.4644083°N 9.4772083°Ø